# カナダ料理

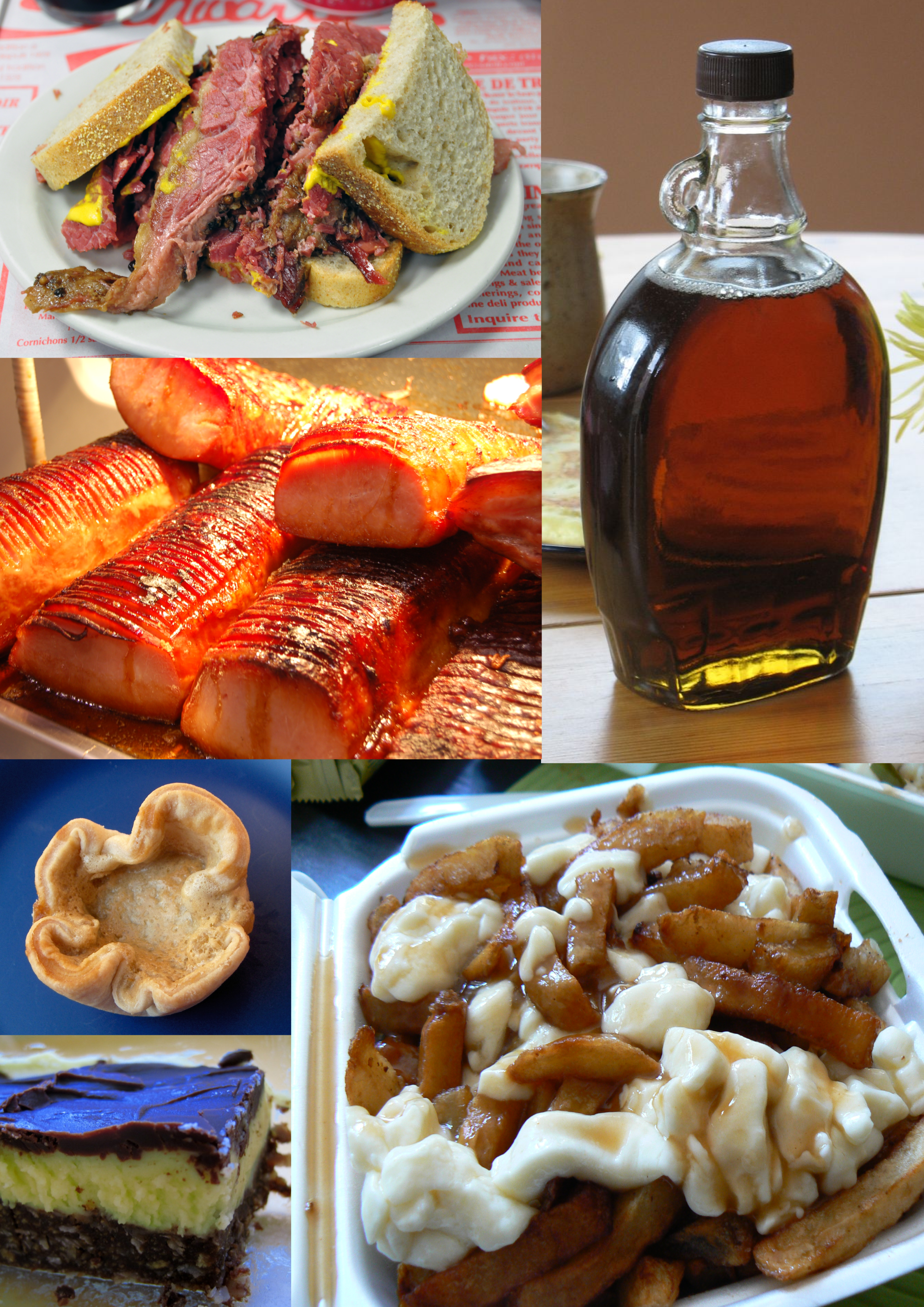
カナダ料理の例。左上より、メープルシロップ、、、プーティン、ナナイモバー

カナダ料理（カナダりょうり）は、地域により幅広い相違がある。カナダの元首相ジョー・クラークは、次のように述べた。「カナダには料理の中でも最高の料理がある。それは様々な料理をごった煮にしたのではなく、寄せ集めたものである。」
カナダの3つの最初期の料理は、ファースト・ネーション、イギリス、フランスがルーツである。カナダ英語圏の伝統的料理はイギリス料理、アメリカ料理に影響を受け、フランス語圏の伝統的料理はフランス料理と毛皮商人の冬の貯蔵品から発展した。続く18世紀から19世紀にかけての中央、南、東ヨーロッパ、および中国からの移民の波に伴い、各地域の料理が引き続き拡大した。カナダは世界一のメープルシロップ生産国である。

## 文化の影響
当初より、継続的な移民の波によって様々な食品とともに移民がもたらした影響を受けて、カナダの様々な地域や時代から、カナダの食品は形成されてきた。伝統的な北極とカナダ領土の料理は、ジビエを使うイヌイットとファースト・ネーションの調理法が基本である。逆に、各地のファーストネーションおよび先住民の間に普及しているバノックは、スコットランドの毛皮商人より伝えられたフライパンで調理する揚げパンである。
ブリテン諸島からの移民や商人は、大西洋岸諸州および南オンタリオ（アッパー・カナダ）における初期カナダ英語圏での料理の影響を与え、フランス移民は南ケベック（ローワー・カナダ）、北オンタリオ、ニューブランズウィック州の料理に影響を与えた。オンタリオ州のより西南地域の多くでは、オランダおよびスカンディナヴィアの料理の影響が強く、カナダ西部の州の料理はドイツ、ウクライナ、ポーランド料理の影響を強く受けている。ロシア移民子孫の菜食主義者、ドゥホボール派もまた特筆すべきである。
オンタリオ州のウォータールー地域には、メノナイトとゲルマン人料理の伝統がある。
1800年代後半のカナダへのユダヤ系（アシュケナジム）移民もまた、カナダの食品に重要な役割を果たした。モントリオール風ベーグル、モントリオール風燻製肉は共に、モントリオールのユダヤ系住民社会が発祥の料理である。
カナダで『中華料理』とされている料理の多くは、カナダおよび北アメリカ発祥で、各地域の中国人が伝統的料理を地元向けにアレンジしたものである可能性が高い。カナダ式中華料理は、カナダ国内各地に地域毎の様々な変化を伴って広まった。中華料理のビュッフェは、アメリカ合衆国およびカナダ各地に見られるが、1870年頃のバンクーバーギャスタウンが当初の発祥である。シャンティタウン近郊の森林や工場で働く多くのスカンディナヴィア人に、中国系移民の料理人が食器棚のスチームテーブル（蒸気保温台）を用意し、「積み上げ」て（おそらく「飲み物」用に）ダイニングテーブルに空きを作る習慣から始まった。ジンジャービーフはカナダ西部発祥と主張されている人気の中華料理である。
ニューファンドランド・ラブラドール州および大西洋岸諸州の料理は、塩漬け魚、牛肉、および豚肉を好むイギリスおよびアイルランド料理の調理法から主に派生している。オンタリオ州、マニトバ州、ブリティッシュコロンビア州はまた、イギリス料理の強固な伝統を維持している。

## 国民食
一般的なカナダの国民食候補は以下の2つである。
- プーティン[6][7][8]
- バタータルト (Butter tart) [9][10]

グローブ・アンド・メールがFacebookコメントを収集した非公式調査によると、カナダの国民食は以下の通りである。ただし、メープルシロップを食品とみなした場合はこれら以上となる可能性が高い。
- 51% プーティン
- 14% モントリオール風ベーグル
- 11% サーモン・ジャーキー
- 10% ピエロギ
- 7% ケチャップ・チップス
- 4% ドネア (Donair)
- 1% カリフォルニアロール

## 地域性
カナダ国内で共通の材料が多い一方、各地域では歴史や民族に応じて独特の食材を用いる。これらの地域独特の食材により、独特の地域料理が作られる。
| 食材                 | 定番料理                     | 太平洋 沿岸域 | 山間部 | 平野部 | オンタリオ | ケベック | 大西洋 沿岸域 | 北部 |
| -------------------- | ---------------------------- | ------------- | ------ | ------ | ---------- | -------- | ------------- | ---- |
| トナカイ             | トナカイのシチュー           |               |        |        | ○          | ○        | ○             | ○    |
| サスカトゥーンベリー | サスカトゥーンベリー・ジャム |               | ○      | ○      |            |          |               |      |
| コゴミ               | コゴミのおひたし             |               |        |        | ○          | ○        | ○             |      |
| クラウドベリー       | ベイクアップル・パイ         |               |        |        |            | ○        | ○             |      |
| メープルシロップ     | 各種                         |               |        |        | ○          | ○        | ○             |      |
| ダルス               | 乾燥ダルス                   |               |        |        |            |          | ○             |      |
| タテゴトアザラシ     | フリッパーパイ               |               |        |        |            |          | ○             | ○    |
| ベニザケ             | サーモン・ジャーキー         | ○             |        |        |            |          |               |      |
| タイセイヨウダラ     | 魚とソース                   |               |        |        |            | ○        | ○             |      |
| ゴールドアイ (魚)    | スモーク・ゴールドアイ       |               |        | ○      |            |          |               |      |

カナダではあらゆる種類のジビエが狩猟され食されるが、都市部では一般的ではない。鹿肉はカナダ全国で食べられており、多くのファースト・ネーション文化で非常に重要であると考えられている。鰭脚類の肉は、特にカナダ北部、大西洋岸諸州、およびニューファンドランド・ラブラドール州で食される。ヤマウズラやライチョウのような野鳥もまた常に狩猟される。熊やビーバーのような他の動物は専門の狩猟家や先住民が食べることがあるが、国民のほとんどは通常食べない。
野生のアンズタケ、アメリカマツタケ、アミガサタケ、ロブスター・マッシュルーム、パフボール、および他のキノコも食用にする。カナダは、品質の良いチーズ、多くのすぐれたビールを生産しており、素晴らしいアイスワインとアイスシードルでも有名である。野生または栽培したセイヨウスグリ、サーモンベリー、クランベリー、イチゴを食べる。ムクロジ（ソープベリー）を泡立てて作る「インディアン・アイスクイリーム」は、ブリティッシュコロンビア州内陸の内陸セイリッシュ語でxoosumと呼ばれる。アイスクリームの形状またはクランベリーのカクテルのような飲み物で、腎臓の強壮剤として知られている。アラスカでは動物または魚の油脂で作るエスキモーアイスクリームをアクタック (Akutaq) と呼ぶ。

## カナダ料理の一覧

### 料理
カナダの食品とその他の北アメリカの料理にはかなりの重複があるが、カナダのみの独自料理（または料理の別種類）が多数ある。他の地域よりも一般に食される料理もある。
| 食材                                                | 定番料理                                                                              | 太平洋 沿岸域 | 山間部 | 平野部 | オンタリオ | ケベック | 大西洋 沿岸域 | 北部 |
| --------------------------------------------------- | ------------------------------------------------------------------------------------- | ------------- | ------ | ------ | ---------- | -------- | ------------- | ---- |
| ジンジャービーフ (Ginger beef)                      | 甘み付けして揚げた牛肉の甘辛い生姜ソース炒め。                                        | ○             | ◎      |        |            |          |               |      |
| ローストビーフのヨークシャー・プディング添え        | カナダ英語圏、特にイギリス系カナダ人で一般的な日曜日のディナー。                      | ○             | ○      | ○      | ○          |          | ○             |      |
| ローストターキー                                    | 北アメリカのローストターキー。                                                        | ○             | ○      | ○      | ○          | ○        | ○             |      |
| ベイクドビーンズ                                    | メープルシロップやラードで調理した豆。                                                |               | ○      | ○      | ○          | ○        | ○             |      |
| ジグズディナー                                      | ニューイングランド・ボイルドディナー (New England boiled dinner) に似た日曜日の食事。 |               |        |        |            |          | ◎             |      |
| バックベーコンまたはピーミールベーコン              | カナダのベーコンのアメリカ合衆国での呼び名。                                          |               | ○      |        | ○          |          | ○             |      |
| トゥルティエール (Tourtière)                        | 豚肉とラードで作るミートパイ。                                                        |               | ○      |        |            | ◎        |               |      |
| モントリオール風燻製肉 (Montreal-style smoked meat) | デリ式の塩蔵牛肉。                                                                    |               | ○      |        | ○          | ◎        |               |      |
| パテシノワ (Pâté chinois)                           | 「中国のパイ」という意味の、ケベックのシェパーズパイ。                                |               |        |        |            | ◎        |               |      |
| バノック                                            | 揚げたパンと生地の食べ物。                                                            |               | ○      | ○      |            |          | ○             | ○    |
| ブイイ                                              | ケベックのハムと野菜の煮込み。                                                        |               |        |        |            | ◎        |               |      |
| タラの舌とスクランチョンズ                          | 焼いたタラの舌と豚脂身のフライ。                                                      |               |        |        |            |          | ◎             |      |
| 黄色エンドウ豆スープ (Yellow pea soup)              | フランス系入植者 (Habitant) が食するスプリットピー（乾燥エンドウ豆）のスープ。        |               |        |        | ○          | ○        |               |      |
| プーティン                                          | フライドポテトをチーズの粒とグレイビーでトッピングした料理。                          | ○             | ○      | ○      | ○          | ◎        | ○             | ○    |
| ピエロギ                                            | 様々な具を詰めた生地の料理。                                                          | ○             | ○      | ○      | ◎          | ○        | ○             |      |
| オレイデクリス (Oreilles de crisse)                 | ケベックでの豚脂身のフライ、スクランチョンズ。                                        |               |        |        |            | ○        | ○             |      |
| モントリオール風ベーグル (Montreal-style bagel)     | 固く甘いベーグル。                                                                    |               |        |        |            | ◎        |               |      |
| ペミカン                                            | 乾燥した肉、脂、およびベリーを粉砕した食品。                                          |               |        | ○      |            |          |               | ○    |
| チーズカード                                        | 咬みごたえある食感の生チーズ。                                                        |               | ○      |        | ○          | ○        | ○             |      |
| オカチーズ (Oka cheese)                             | 修道会のチーズ。                                                                      |               |        | ○      |            | ◎        |               |      |
| フリッパーパイ (Flipper pie)                        | タテゴトアザラシの鰭で作るパイ。                                                      |               |        |        |            |          | ◎             |      |
| ホット・チキン/ターキー・サンドウィッチ             | グレイビーと豆をたっぷりかけた肉のサンドウィッチ。                                    |               | ○      |        | ○          | ○        | ○             |      |
| Toutin                                              | ニューファンドランド・ラブラドール州の揚げパン。                                      |               |        |        |            |          | ◎             |      |
| 魚とソース (Fish and brewis)                        | 塩漬けタラ (salt cod) と堅パン (hardtack) 、豚皮添え。                                |               |        |        |            |          |               |      |
| ラッピーパイ                                        | すりおろしたジャガイモと肉のキャセロール。                                            |               |        |        |            |          | ◎             |      |
| クレトン                                            | タマネギと香辛料入りの豚肉パテ。                                                      |               |        |        |            | ◎        |               |      |
| プーティーヌ・ラペ (Poutine râpée)                  | アカディア人のすり潰したジャガイモの肉詰めダンプリング。                              |               |        |        |            |          | ◎             |      |

- イヌイットの焼いたパン、バノック
- カルガリー発祥のジンジャービーフ
- オカチーズ (Oka cheese)
- モントリオール風燻製肉のサンドウィッチ
- 魚とソース：塩味のタラと乾パン
- モントリオール風ベーグル (Montreal-style bagel)
- カナダのピーミール・バックベーコン
- フライドポテト、カード、グレイビーで作ったケベックのプーティン
- ラッピーパイ（すりおろしたジャガイモと肉のキャセロール）
- オレイデクリス (Oreilles de crisse) ：豚の皮と脂身の揚げもの

### デザート

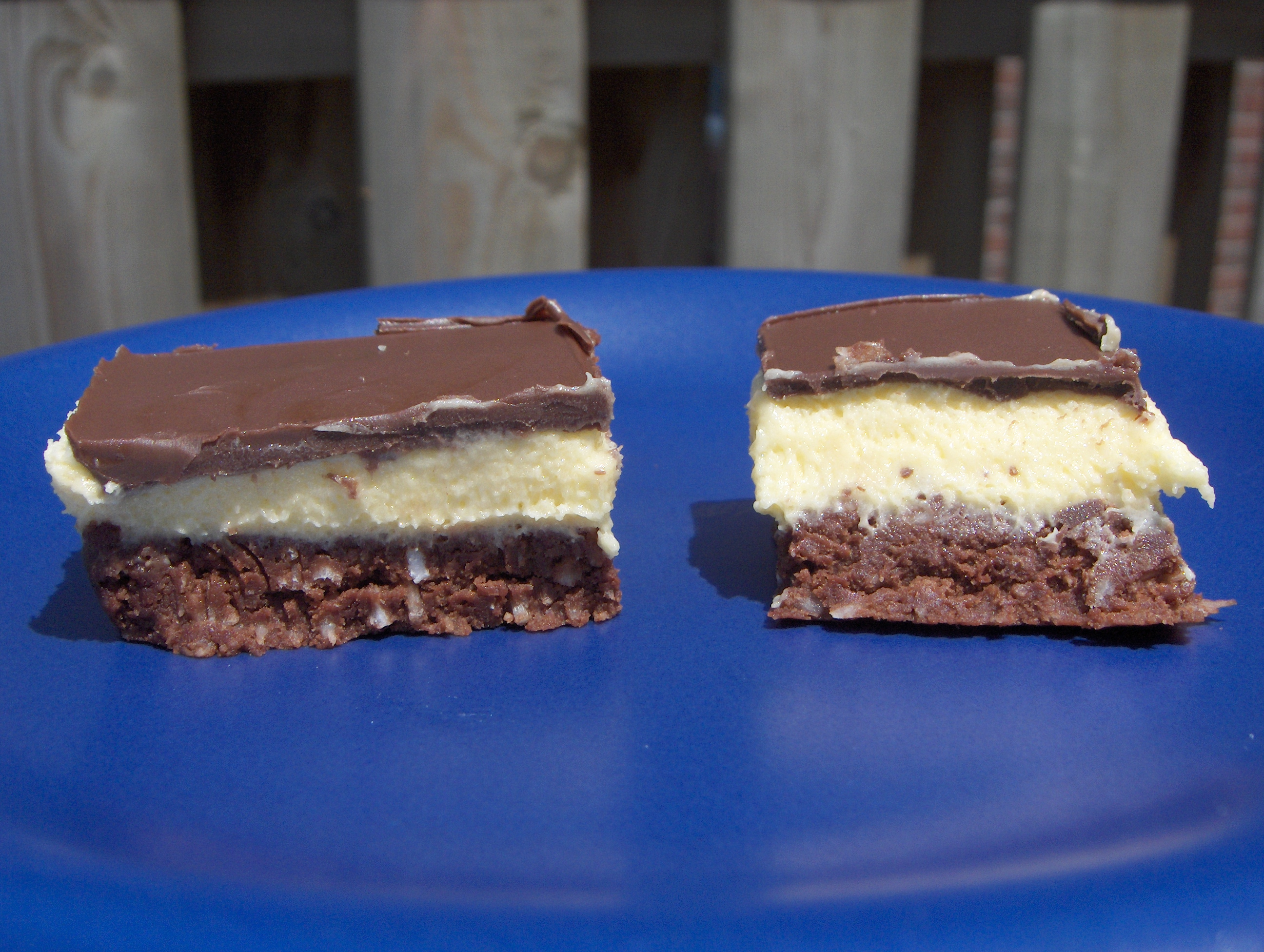
伝統的なナナイモバー

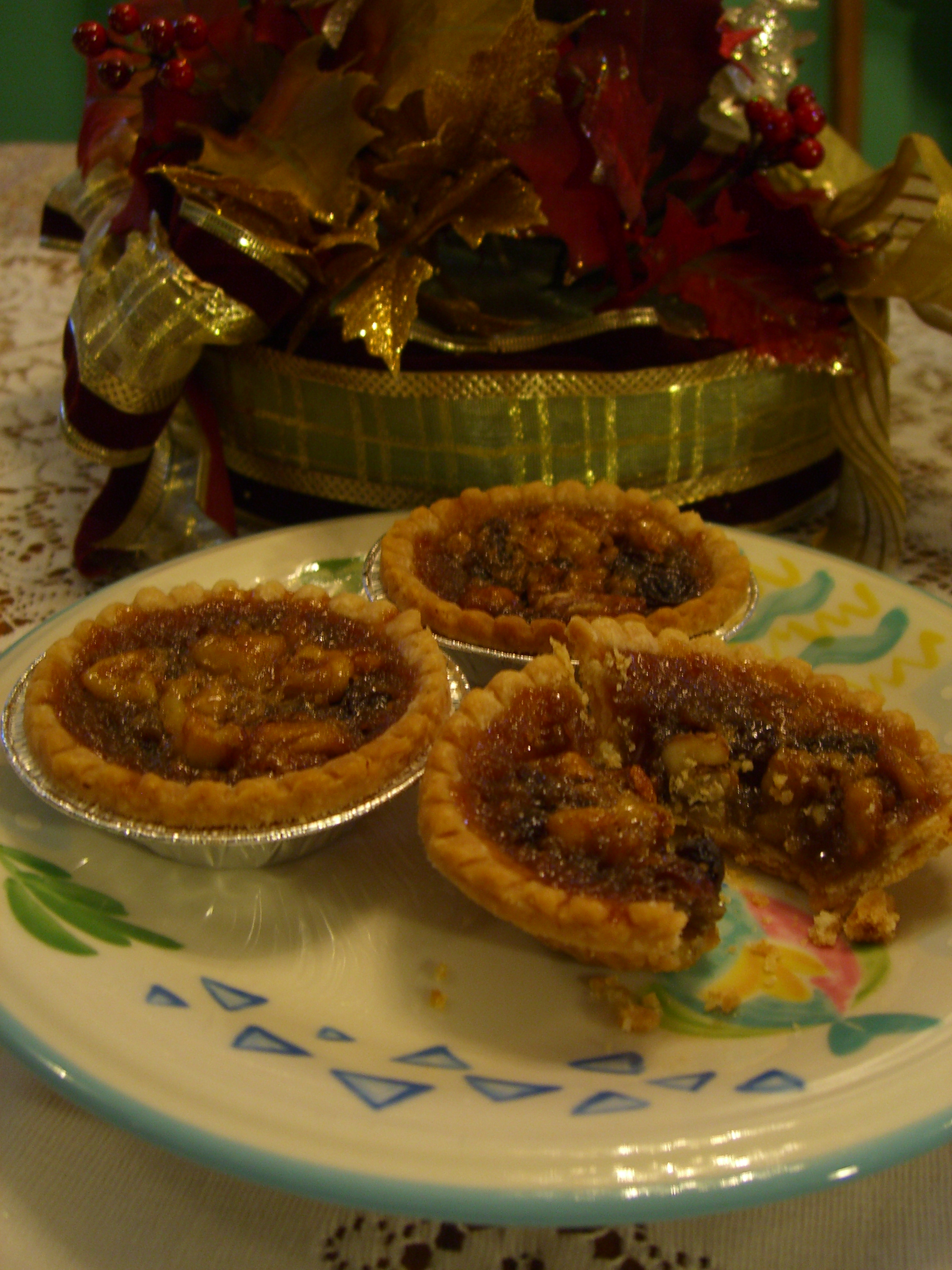
バタータルト

- ペ・ド・スール（直訳「修道女のおなら」）： ブラウンシュガーとバターのフィリングを生地で巻き包んだ菓子
- デーツスクエア (Date square) とポークパイ（デーツを詰めたデザート）
- メープルシロップ、特にメープル・タフィー（tire d'érable sur la neige）、または味付けとして例えばメープルリーフクリームクッキー (Maple leaf cream cookies)
- ジャムバスターズ（Jam busters、草原地帯のジャムドーナッツ）
- アップルパイ
- 様々なリコリス菓子
- バンブルベリーパイ（バンブルベリーは、果物、ベリー、およびルバーブを混ぜたもの）
- ナナイモバー
- バタータルト (Butter tarts) ： 1915年頃に東オンタリオで考案されたといわれている。フィリングの主な材料は、バター、砂糖と卵だが、追加風味としてレーズンやペカンを加えることが多い。
- 揚げパン： ビーバーの尾、象の耳、ヘラジカの角、クジラの尾と呼ばれる。
- シュガーパイ (Sugar pie)
- ペルシャンズ： 大きなシナモンロールパンとドーナッツを合わせた中間のような、イチゴのアイシングをした、オンタリオ州サンダーベイ特有の菓子。
- シュクレ・ア・ラ・クレーム： ケベックの甘く四角いミルク菓子。
- ヌガーアブリコ： ケベックのアプリコット、アーモンド、およびピスタチオで作るジャム。
- キャンディーアップル： イギリスの呼び名は「トフィーアップル」であり、アメリカ合衆国で一般的なキャラメルアップルよりも人気がある。
- ムースハンター（モラセスクッキー）
- フィギーダフ (Figgy duff) ： ニューファンドランド・ラブラドール州のプディング
- フラッパーパイ（マニトバ州ではウエハーパイ）： カナダ西部で人気のカスタードパイ。
- スモア
- ガレット・デ・ロワ

### 調理済み食品と飲み物

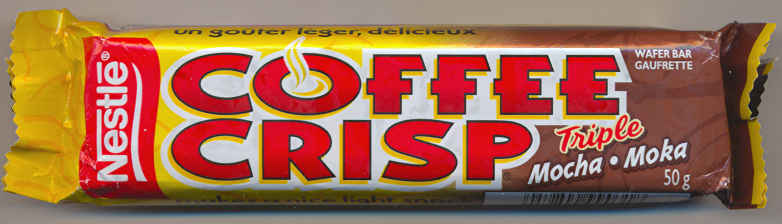
コーヒークリスプトリプルモカ

- チョコバー： Coffee Crisp、Mr. Big、Caramilk、Big Turk、Cherry Blossom、Crispy Crunch、エアロ
- 他のキャンディ： Glosette（ピーナッツ、レーズン、またはアーモンド）、Bridge mix
- クラフト・ディナー (Kraft Dinner) ： 多くの販売店でのブランドはマック・アンド・チーズだが、今でもこのように呼ぶ。
- カナディアン・ピザ： モッツァレッラチーズ、トマトソース、ベーコン、ペパローニ、マッシュルーム
- ケベック・ピザ： モッツァレッラチーズ、トマトソース、ベーコン、ピーマン、ペパローニ、マッシュルーム
- シュレディーズ (Shreddies) シリアル
- カウズ (Cows) アイスクリーム（プリンスエドワードアイランド州）
- レッドリバーシリアル (Red River Cereal)
- ケチャップ（ケチャップ・チップス）、ソルト&ビネガー、ピクルス、「オールドレスト」味のポテトチップス
- Nabobコーヒー
- ティムホートンズ、セカンドカップSecond Cupコーヒー
- ホーキンス・チージーズ (Cheezies)
- カナダドライジンジャーエール
- ケベックのスプルースビール (Spruce beer) （bière d'épinette、ノンアルコール飲料）
- オンタリオ州クリスタルビーチのローガンベリー (Loganberry) （飲み物）
- ミルクバッグ (Milk bag)
- キャニオンクリーク (Canyon Creek Food Company) スープ

### アルコール飲料

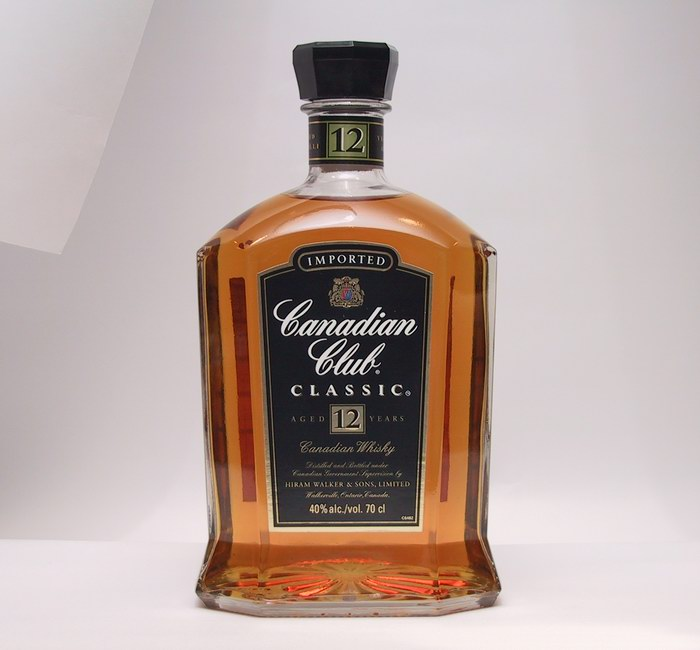
12年物のカナディアンウィスキーの瓶

#### ストレート
- カナディアン・ビール (Beer in Canada)
- カナディアン・ウイスキー
- ユーコンジャック (Yukon Jack) 、サザンカンフォートに似たカナディアン・ウイスキーがベースのリキュール。
- カナディアン・ワイン (Canadian wine)
- カナダワイン、アイスワイン
- アイス・シードル (Ice cider)
- ニューファンドランド・スクリーチ (Newfoundland Screech)

#### ブレンド
- メープル・リキュール： カナディアン・ウイスキーとメープルシロップをブレンドした飲み物、ソルティレージュ（Sortilege）という名前で販売される。
- カリブー (Caribou) ： 赤ワイン、メープルシロップと、カナディアン・ウイスキーのブレンド。ケベックの冬の祭りで消費される。
- シーザー (Caesar) またはブラッディー・シーザー： ウォッカ、クラマト (Clamato) ジュース（クラム・トマトジュース）、ウスターソース、タバスコで作り、縁に塩（セロリソルトまたは食塩）をつけたグラスに注ぎ、セロリの茎、より大胆にホースラディッシュ少々、または牛肉ブイヨンを小量加えて風味付けする。シーザーは1969年にアルバータ州カルガリーのバーテンダー、ウォルター・シェルがレストランMarco's開店を祝って考案した[13]。

### ストリートフード
カナダの主要都市のほとんどは（地域条例によるモントリオールを除き）、様々なストリートフードが販売されており、地域の「名物」が有名である。プーティンは全国的に販売されているが、ケベックでははるかに人気が高い。同様に、ホットドッグスタンド (Hot dog stand) はカナダ中にあるが、バンクーバーやビクトリアよりもオンタリオ州で人気である。オンタリオ州では、通称「フライ・トラック（fry truck）」と呼ばれる移動販売車でホットドッグが販売され、「ストリート・ミート」と呼ばれる。バンクーバーやビクトリアでは、「Mr. Tube Steak」フランチャイズが有名であり、フランクフルトでなく「スモーキーズ（smokies）」と呼ぶウクライナソーセージ（キルバサ、Kielbasa）が有名である。モントリオールは、シシ・タオーク（Shish taouk、チキン・シャワルマ）、モントリオール・ホットドッグ（Montreal hot dog）、1ドルファラフェルなどの多くの名物が販売される。バンクーバーでもファラフェルは普及しているが、ピザスライス（一切れピザ）がさらに人気である。バンクーバーにはまた、多くの寿司店がある。オタワやウィンザーではシャワルマ（Shawarma）が普及しており、ハリファックス地域都市圏では地域独特のドネルケバブ（コンデンスミルク、砂糖、ニンニクと酢で造る独特のソースが特徴）であるドネア（Donair）が売られている。夏期には全国各地でアイスクリーム販売車（Ice cream van）が見かけられる（大音量スピーカーの宣伝を耳にすることも多い）。近年、トロントでは世界中のストリートフード業者による販売が許可された。これにより、ケバブ、ファラフェル、シャワルマや他のハラールフードがストリートフードとして非常に人気である。

### 食事
- 中華料理ビュッフェ：アメリカ合衆国や他のカナダ各地に見られるが、この言葉と概念は1970年頃のバンクーバーギャスタウン当初の発祥である。シャンティタウン近郊の森林や工場で働く多くのスカンディナヴィア人に、中国系移民の料理人が食器棚のスチームテーブル（蒸気保温台）を用意し、「積み上げ」て（おそらく「飲み物」用に）ダイニングテーブルに空きを作る習慣から始まった[4][5]。
- 木こりの朝食（Lumberjack's Breakfast、別名Logger's Breakfast、The Lumby）：3つ以上の卵、1日分のハム・ベーコン・ソーセージ、大きなパンケーキ数枚のたっぷりの朝食。バンクーバーの鉄道建設以前のギャスタウンのウォーター通り沿いにあるグランビル・ホテルの経営者J. Houstonが1870年頃に、常連客からの長く大変な仕事を始めるにあたってのより良い「食料」要望に応えて考案した[4][5]。